# Publio Furio Medulino Fuso
Publio Furio Medulino Fuso  fue un cónsul en el año 472 a. C., con Lucio Pinario Mamercino Rufo.
Durante su consulado se opuso a la propuesta de Volerón Publilio, tribuno de la plebe, que demandaba que los tribunos deberían ser elegidos por los Comitia tributa, en lugar de los Comitia curiata o Comitia centuriata.